# FTW 챔피언십
FTW 챔피언십은 프로레슬링 챔피언십 중 하나로, 태즈에 의해 만들어졌으며, ECW와 올 엘리트 레슬링에서 비공식 타이틀로 사용되었다.

## 기록들
- 초대 챔피언 : 태즈
- 최장수 챔피언 : 리키 스타크스 (378일)
- 최단 기간 챔피언 : 태즈 (1일)
- 최다 챔피언 : 훅 (3회)
- 최고령 챔피언 : 크리스 제리코 (53세)
- 최연소 챔피언 : 훅 (23세)

## 역대 챔피언
- 태즈 (초대 챔피언, ECW에서의 마지막 챔피언)
- 사부
- 브라이언 케이지 (AEW에서 첫번째 챔피언)
- 리키 스타크스
- 훅 (현 챔피언)
- 잭 페리
- 크리스 제리코